# استانتسیونی (آق‌مولا)
استانتسیونی (به قزاقی: Stantsyonny) یک منطقهٔ مسکونی در قزاقستان است که در استان آق‌مولا واقع شده‌است. استانتسیونی ۲٬۵۹۵ نفر جمعیت دارد.